# Ünseli, Muradiye
Ünseli là một thị trấn thuộc thành phố Muradiye, tỉnh Van, Thổ Nhĩ Kỳ. Dân số thời điểm năm 2011 là 3.24 người.